# Hondo (Teksas)
Hondo je grad u američkoj saveznoj državi Teksas. Prema popisu stanovništva iz 2010. u njemu je živjelo 8.803 stanovnika.